# 秀朗橋駅
秀朗橋駅（しゅうろうきょうえき）は台湾新北市中和区にある台北捷運環状線の駅。秀朗路と成功路の間、景平路に位置する(p158)。未成線となった南北線（駅番号はY44）との乗換駅として計画されていた。ホーム以外に設定される駅空間のテーマカラーは「■吸収（緑、Pantone490C）」(p91)。

## 歴史
- 2011年5月25日 - 起工[3]
- 2019年12月 - 開業予定[4]。
- 2020年
  - 1月19日 - 時間帯限定で無料試乗開始[5]
  - 1月31日 - 開業（10時式典、14時運行開始、2月末までは無料）[6][7]。
- 2023年
  - 1月30日、台北捷運公司が請け負っていた環状線西環段の運営委託契約が満了し、翌日付で資産は新北市側に移転（2期延伸時に改めて全区間の運営権がどちらかに一本化されるまでの暫定処置）したが[8]、本路線の移管には交通部の承認が必要なため、実際の移管完了にはさらに半年程度を要することとなった[9]。
  - 5月23日、環状線西環段の運営権について、台北捷運公司から新北捷運公司への移管作業が正式に完了し、交通部の承認も下った[10]。

## 駅構造
相対式ホーム2面2線の高架駅(p146)。フルスクリーンタイプのホームドア設置駅(pp157)。コンコースは新北産業園区方面の1番ホームとのみ繋がっており、2番ホームへは跨線橋利用となる
秀明里と秀士里に跨る景平路上、台64線（八里新店快速道路）高架の更に上（ホームは地上から14メートル）に幅21.3メートル、全長92.6メートルの駅舎があり、ホーム長は約80メートル。
出口は北側の共同開発ビルと一体化したものが東西2ヶ所と陸橋で結ばれた南側の計3か所が設置される(pp158-160)。

### 駅階層
|                                   |                                                   |        |
| 地上 五階                         | 連絡通路層                                        | 跨線橋 |
| 地上 四階                         |                                                   |        |
| コンコース層 （1番ホーム方）      | コンコース、窓口、自動券売機、改札口 売店、便所、 |        |
| 相対式ホーム （右側のドアが開く） |                                                   |        |
| 1番ホーム                         | ← 環状線 板橋・新北産業園区方面（景平駅）         |        |
| 2番ホーム                         | → 環状線 大坪林方面（十四張駅）→                  |        |
| 相対式ホーム （右側のドアが開く） |                                                   |        |
| 地面                              | 出入口層                                          | 出入口 |

### 駅出口
- 出口1：成功路（秀朗橋、秀山派出所）
- 出口2：秀朗路三段
- 陸橋出口：景平路南側、後備指揮部付近

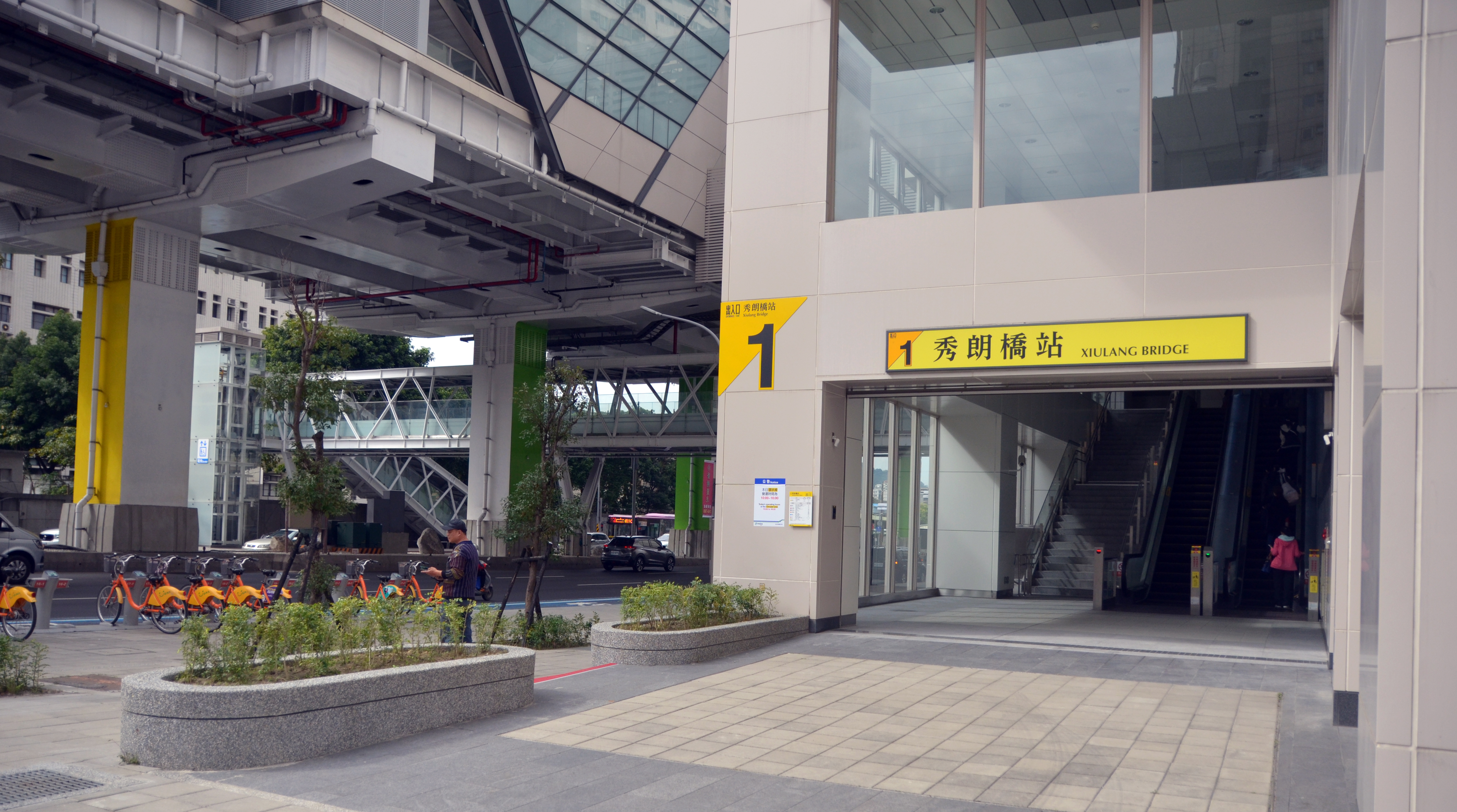
出口1
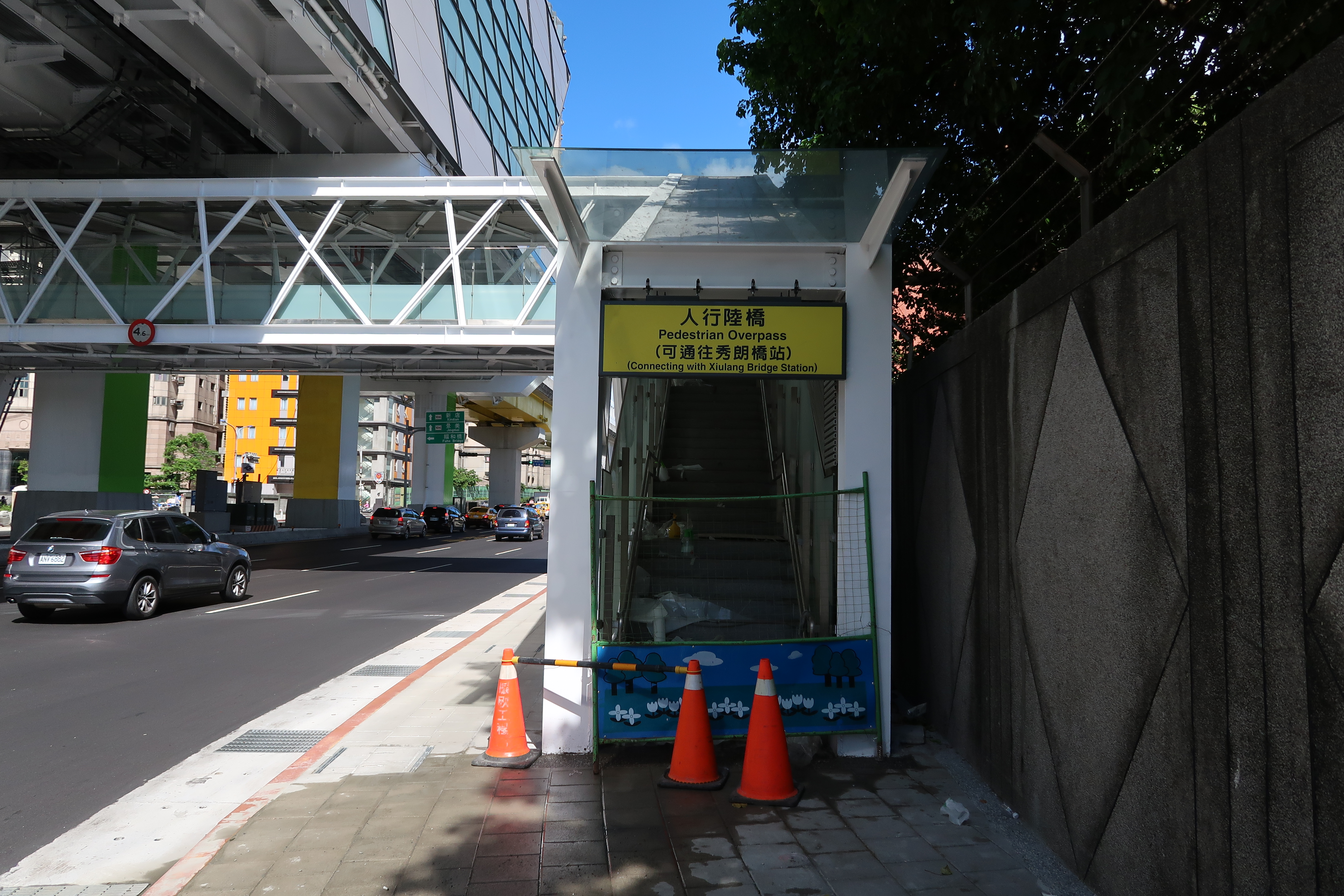
南側陸橋出口

## 利用状況
| 年   | 年間    | 年間    | 年間      | 年間   | 1日平均 | 1日平均 |
| 年   | 乗車    | 下車    | 乗降車計  | 出典   | 乗車    | 乗降車  |
| ---- | ------- | ------- | --------- | ------ | ------- | ------- |
| 2020 | 745,380 | 781,965 | 1,527,345 | [ 11 ] | 2,142   | 4,389   |
| 2021 | 645,986 | 677,317 | 1,323,303 | [ 11 ] | 1,769   | 3,625   |
| 2022 | 745,241 | 771,471 | 1,516,712 | [ 11 ] | 2,042   | 4,155   |

## 駅周辺
- 秀朗橋（中国語版）
- YouBike（新北市公共自転車（中国語版））捷運秀朗橋站（2019年12月26日より[12]）
- 秀朗清渓河濱公園
- 新北市政府警察局（中国語版）中和分局秀山派出所
- 海巡署金馬澎分署
- 中華民国国防部北部地区後備指揮部

## バス路線
1968路を除き新北市公車あるいは台北市市区公車に属する。
| 系統      | 事業者              | 区間                       | 備考                                                                   |
| --------- | ------------------- | -------------------------- | ---------------------------------------------------------------------- |
| 241       | 台北客運            | 中和 - 博愛路              |                                                                        |
| 254       | 欣欣客運            | 大鵬新村 - 民生社区        |                                                                        |
| 254區間車 | 欣欣客運            | 大鵬新村 - 捷運公館駅      |                                                                        |
| 275       | 台北客運            | 徳霖科大 - 松山機場        |                                                                        |
| 672       | 欣欣客運            | 大鵬新村 - 民生社区        |                                                                        |
| 672区間車 | 台北客運            | 大鵬新村 - 捷運公館駅      |                                                                        |
| 688       | 大都会客運          | 建国北路 - 中和成功路      |                                                                        |
| 793       | 台北客運            | 樹林 - 動物園              |                                                                        |
| 796       | 台北客運            | 木柵 - 板橋                |                                                                        |
| 933       | 中興巴士 指南客運   | 三重 - 動物園              |                                                                        |
| 982       | 首都客運 大都会客運 | 新荘 - 新店                | 捷運先導公車                                                           |
| 1968      | 大有巴士            | 新店 - （三峡） - 桃園機場 | 国道客運（高速バス）。三峡での下車はできず空港行きの旅客のみ利用可能。 |
| 緑2左     | 欣欣客運            | 景美女中 - 中永和          |                                                                        |
| 緑2右     | 欣欣客運            | 景美女中 - 中永和          |                                                                        |
| 緑3       | 新店客運            | 花園新城 - 中和            |                                                                        |
| 緑6       | 新店客運            | 美之城 - 中和              |                                                                        |
| 緑8       | 新店客運            | 台北小城 - 中和            |                                                                        |

## 隣の駅
新北捷運
 環状線
十四張駅 Y08 - 秀朗橋駅 Y09 - 景平駅 Y10

### 註釈
1. ↑  平均は1/19からの348日で算出